# 염창섭 (1890년)
염창섭(廉昌燮, 1890년 ~ ?)은 일제강점기의 군인이자 교육인이다. 소설가 염상섭의 맏형이기도 하다.

## 생애
아버지가 대한제국과 일제강점기 초기에 지방 군수를 지낸 염규환이다. 파주 염씨인 염규환의 집안은 대대로 무관을 지냈으며, 염창섭은 염규환과 경주 김씨 부인 슬하의 8남매 중 장남으로 태어났다.
대한제국 육군무관학교에 들어갔다가 이 학교가 폐교되면서 국비 유학생으로 뽑혀 1909년에 일본으로 건너갔다. 이때 함께 도일한 동기생으로 홍사익, 이응준, 이청천, 신태영 등이 있다. 일본육군사관학교를 제26기로 졸업하고 일본군 장교로 임관했다. 일본육사를 졸업하고 교토 16사단 38연대에서 현역으로 복무할 때 동생인 염상섭이 교토에서 중등 교육을 받고 게이오 의숙에서 학업을 계속할 수 있도록 도움을 주었다.
3·1 운동 이후 이청천이 항일 운동을 시작하는 등 상당수의 조선인 일본군 장교들이 진로를 바꾸었다. 염창섭은 보병 중위를 마지막으로 군복을 벗고 평안북도 정주군의 사립 오산학교 교감으로 부임하였다. 이때 염창섭은 동생을 오산학교의 일본어 및 역사 교사로 채용하였는데, 약 1년 동안의 오산학교 교사 생활의 경험이 염상섭의 소설에 녹아들어 "염상섭의 오산학교행의 문학사적 의미는 아무리 강조되어도 모자람이 없다"는 평가를 받고 있다.
오산학교 교감 재직 이후의 행적은 불분명하다. 1926년에 교토 제국대학교 경제학부를 학사 학위했으며, 만주국 수립 후 단둥에서 안둥 성 장관방 참사관으로 근무했다는 정도만 알려져 있다. 문학평론가 김윤식은 염창섭의 행적이 1930년대에 《만선일보》에서 근무한 염상섭의 만주행과 관련이 있을 것으로 추정하기도 했다.
2008년 민족문제연구소가 발표한 친일인명사전 수록예정자 명단 중 군 부문과 해외 부문에 선정되었다. 이 명단에는 아버지 염규환도 포함되어 있다.

## 같이 보기
- 일본육군사관학교
- 염규환
- 염상섭

## 참고 자료
- 문학사와비평연구회 (1998년 2월 1일). 《염상섭 문학의 재조명》. 서울: 새미. 15~27쪽쪽. ISBN 8982062122.